# Niemstów (Basse-Silésie)
Pour l’article homonyme, voir Niemstów (Basses-Carpates).
Niemstów est une localité polonaise de la gmina et du powiat de Lubin en voïvodie de Basse-Silésie.

## Histoire
De 1816 à 1945, Herzogswaldau fait partie de l'arrondissement de Lüben dans le district de Liegnitz au sein de la province de Silésie.